# Tadla-Azilal
Tadla-Azilal era una delle 16 Regioni del Marocco, istituita nel 1997 e soppressa nel 2015.
La regione comprendeva le province di:
- Provincia di Azilal
- Provincia di Béni Mellal
- Provincia di Fquih Ben Salah